# Rachele (nome)
Rachele  è un nome proprio di persona italiano femminile.

## Varianti
- Alterati: Rachelina

### Varianti in altre lingue
- Ceco: Ráchel
- Danese: Rakel[1]
- Ebraico: רָחֵל (Raḥel)[1][2][3]
- Finlandese: Raakel[1]
- Francese: Rachel[1]
- Greco biblico: Ραχηλ (Rachel)[1], Rhakhel[2]
- Inglese: Rachel[1], Rachael[1], Racheal[1], Rachelle[1]
  - Ipocoristici: Rae[1]
- Irlandese: Ráichéal[1]
- Latino: Rachel[1], Rahel[1]
- Norvegese: Rakel[1]
- Olandese: Rachel[1]
- Polacco: Rachela
- Portoghese: Raquel[1]
- Rumeno: Rahela[1]
- Sloveno: Rahela
- Spagnolo: Raquel[1]
- Svedese: Rakel[1]
- Tedesco: Rachel[1]
- Ungherese: Ráhel[1]
- Yiddish: Ruchel[1]

## Origine e diffusione

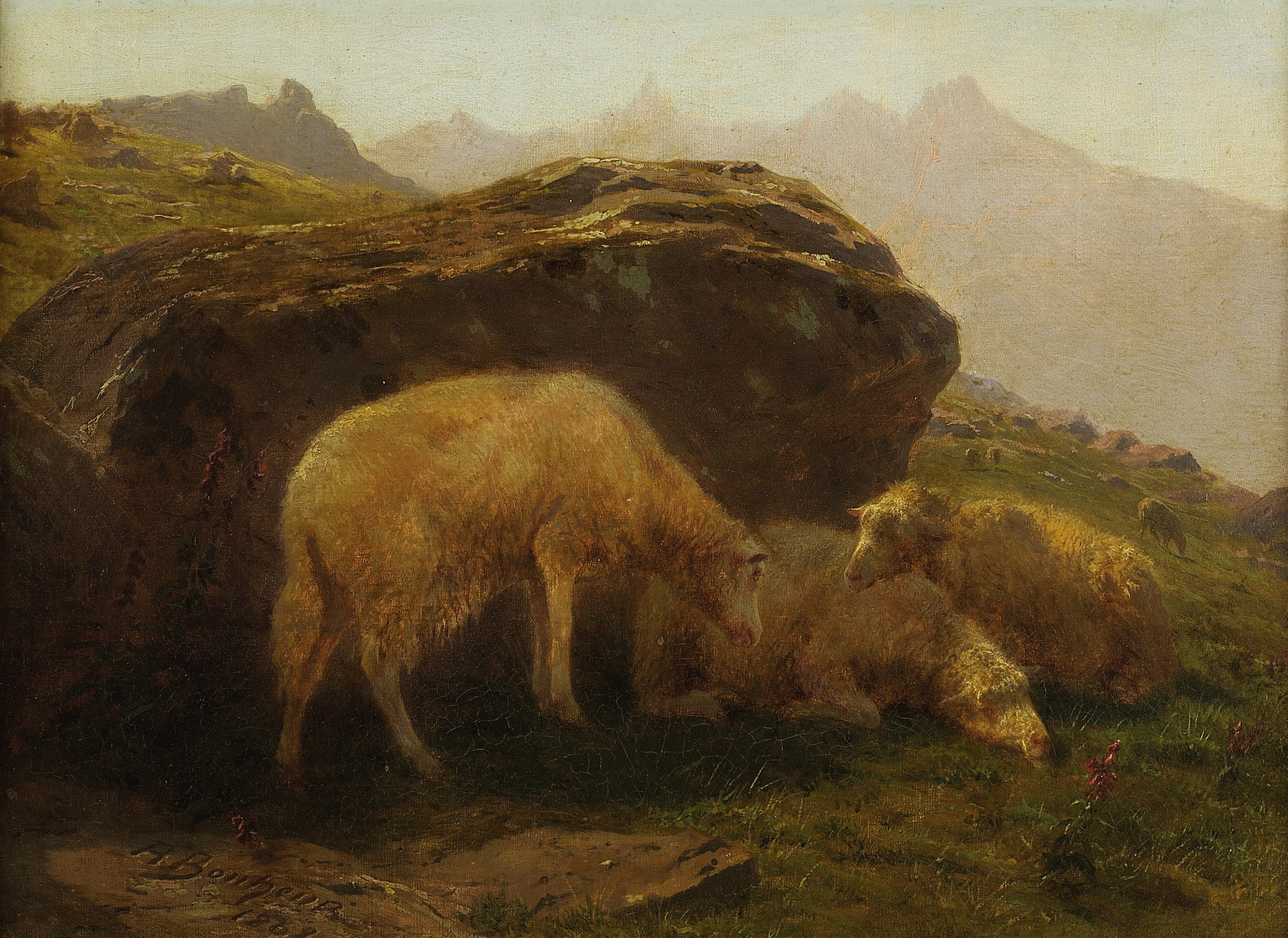
Pecore su una collina, di Rosa Bonheur

Deriva dal nome ebraico רָחֵל (Raḥel), adattato in greco come Ραχηλ (Rachel) o Rhakhel e in latino come Rachel. Il significato è letteralmente "pecora", "pecorella".
Nome di tradizione biblica, viene portato da Rachele, la moglie prediletta di Giacobbe, madre di Giuseppe e Beniamino. L'uso di questo nome era diffuso fra gli ebrei nel Medioevo; in inglese, prese piede fra i cristiani solo dopo la Riforma protestante. Le due forme inglesi moderne Rachael e Rachelle si sono plausibilmente alterate l'una sotto l'influsso di Michael, l'altra di Rochelle.

## Onomastico
L'onomastico viene festeggiato il 30 settembre in memoria di santa Rachele, sposa di Giacobbe, considerata santa alla stregua di tutti gli antenati di Gesù, che collettivamente sono commemorati il 24 dicembre.

## Persone
- Rachele Bastreghi, cantautrice e musicista italiana
- Rachele Botti Binda, scrittrice italiana
- Rachele Bruni, nuotatrice italiana
- Rachele Farina, scrittrice e storica italiana
- Rachele Guidi, moglie di Benito Mussolini
- Rachele Risaliti, modella italiana
- Rachele Paolelli, doppiatrice italiana
- Rachele Qualla, nuotatrice italiana
- Rachele Sangiuliano, pallavolista italiana
- Maria Rachele Ventre, vero nome di Mariele Ventre, direttrice di coro italiana
- Rachele Brooke Smith, attrice e ballerina statunitense

### Variante Rachel

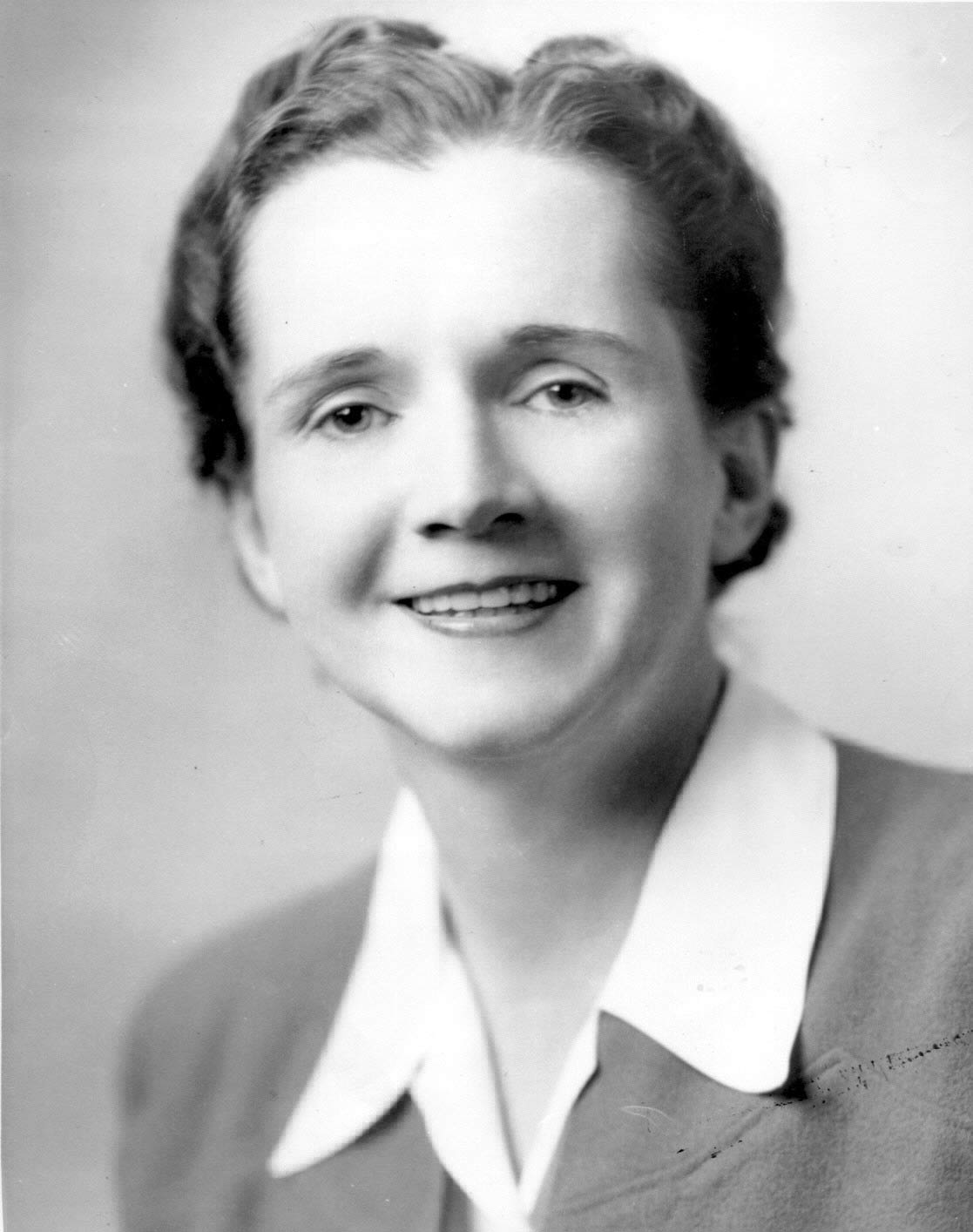
Rachel Carson

- Rachel Bilson, attrice statunitense
- Rachel Carson, biologa e zoologa statunitense
- Rachel Corrie, attivista statunitense
- Rachel de Queiroz, scrittrice, giornalista e drammaturga brasiliana
- Rachel Griffiths, attrice australiana
- Rachel McAdams, attrice canadese
- Rachel McLish, attrice ed ex culturista statunitense
- Rachel Platten, cantante statunitense
- Rachel Stevens, cantante e attrice britannica
- Rachel Weisz, attrice britannica naturalizzata statunitense
- Rachel Zegler, attrice statunitense

### Variante Rachael

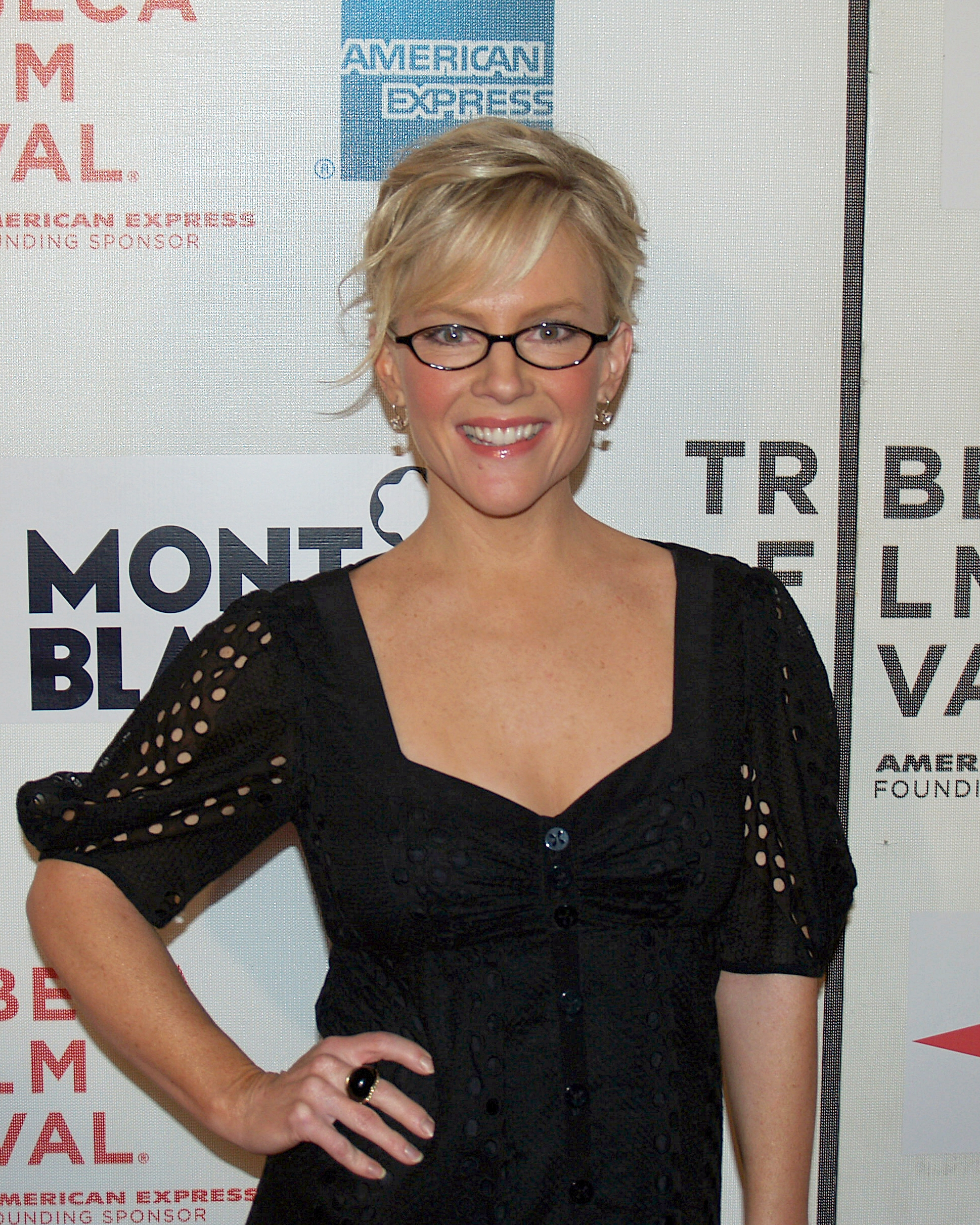
Rachael Harris

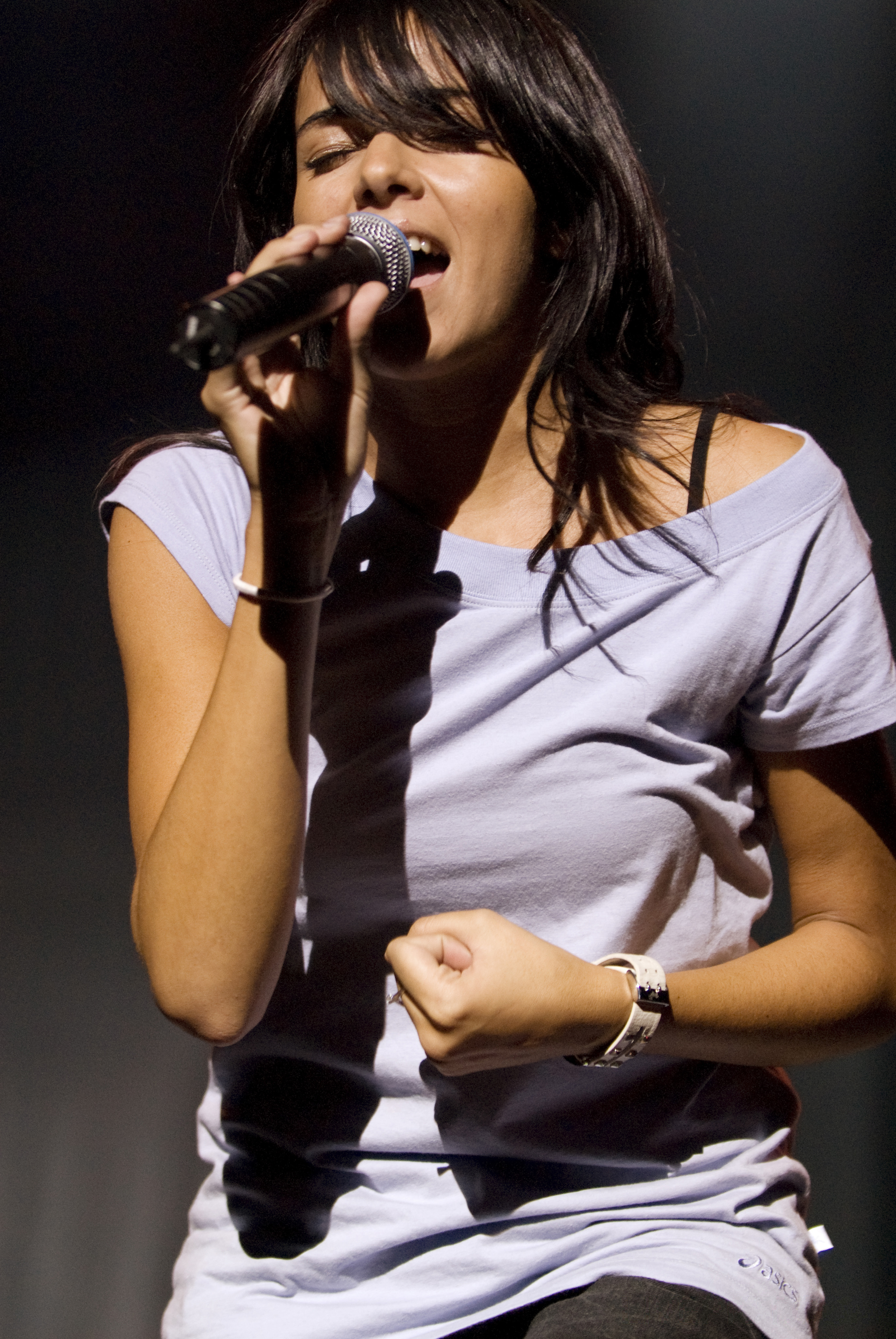
Raquel del Rosario

- Rachael Bella, attrice statunitense
- Rachael Carpani, attrice australiana
- Rachael Finch, modella australiana
- Rachael Handy, attrice statunitense
- Rachael Harris, attrice e comica statunitense
- Rachael Henley, attrice britannica
- Rachael Leigh Cook, attrice statunitense
- Rachael Sporn, cestista australiana
- Rachael Taylor, attrice australiana
- Rachael Taylor, canottiera australiana
- Rachael Vanderwal,  cestista canadese naturalizzata britannica
- Rachael Yamagata, cantautrice statunitense

### Variante Raquel
- Raquel Castro, attrice statunitense
- Raquel del Rosario, cantante spagnola
- Raquel Kops-Jones, tennista statunitense
- Raquel Revuelta, modella spagnola
- Raquel Rodríguez, modella spagnola
- Raquel Sueiro, modella e attrice spagnola
- Raquel Welch, attrice statunitense
- Raquel Zimmermann, supermodella brasiliana

### Altre varianti
- Rae Dawn Chong, attrice canadese

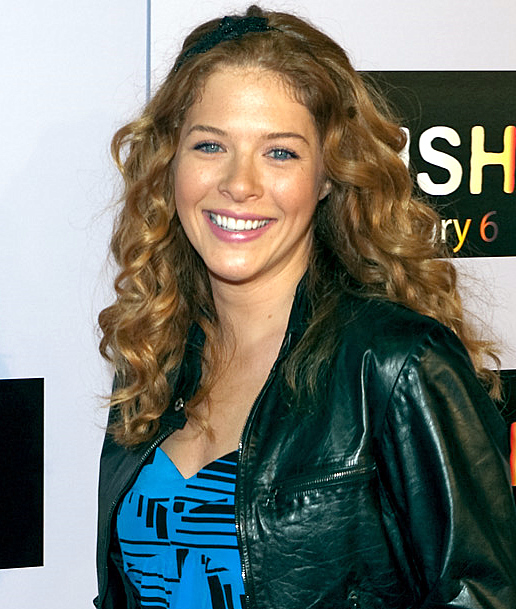
Rachelle Lefèvre

- Rachelle Ferrell, cantante e musicista statunitense
- Rae Foley, scrittrice statunitense
- Rae Lin D'Alie, cestista statunitense naturalizzata italiana
- Rahel Krebs, vero nome di Jaël, cantante e chitarrista svizzera
- Rachelle Lefèvre, attrice canadese

## Il nome nelle arti
- Rachel è un personaggio del cartone Il diario di Barbie.
- Rachel Amber è un personaggio del videogioco ad episodi Life Is Strange.
- Rachel Berry è un personaggio della serie televisiva Glee.
- Rachel Dawes è un personaggio dei film Batman Begins e Il cavaliere oscuro, diretti da Christopher Nolan.
- Rachel Green è un personaggio della serie televisiva Friends.
- Rachel Keller è un personaggio del film del 2002 The Ring, diretto da Gore Verbinski.
- Rachel Summers è un personaggio dei fumetti Marvel Comics.
- Rachel Watson è la protagonista del romanzo di Paula Hawkins La ragazza del treno, e dell'omonimo film da esso tratto.